# 匍枝紫云菜
匍枝紫云菜（学名：Strobilanthes stolonifera）是爵床科紫云菜属的植物，为中国的特有植物。分布在中国大陆的云南等地，目前尚未由人工引种栽培。